# Kettly Mars
Kettly Mars (Port-au-Prince, 1958) è una scrittrice haitiana.
Appassionata di lettura e poesia fin dall'infanzia, inizia a scrivere nei primi anni Novanta. È autrice di poesie, novelle e romanzi.
Partecipa attivamente alle attività culturali del suo paese e attualmente sta lavorando a un'antologia che raccoglie due secoli di scrittura femminile ad Haiti.

## Opere
- L'ora ibrida (Epoché, 2007)

## Premi
- Premio Senghor 2006 come miglior romanzo d'esordio di un autore francofono